# Driopea
Driopea is een kevergeslacht uit de familie van de boktorren (Cerambycidae). De wetenschappelijke naam van het geslacht werd voor het eerst geldig gepubliceerd in 1858 door Pascoe.

## Soorten
Driopea omvat de volgende soorten:
- Driopea chinensis Breuning, 1967
- Driopea griseobasalis Breuning, 1968
- Driopea nigrofasciata Pic, 1926
- Driopea atronotata Pic, 1929
- Driopea cyrtomera Aurivillius, 1922
- Driopea delta Aurivillius, 1922
- Driopea excavatipennis Breuning, 1980
- Driopea griseonotata Breuning, 1957
- Driopea inermis Pascoe, 1864
- Driopea nigromaculata Pic, 1926
- Driopea luteolineata Pic, 1926
- Driopea excavatipennis Breuning, 1965
- Driopea clytina Pascoe, 1858
- Driopea schmidi Breuning, 1971
- Driopea setosa Aurivillius, 1922